# Marie-Élisabeth Gabiou
Marie-Élisabeth Gabiou, född 1761, död 1811, var en fransk målare. 
Hon var syster till Marie-Denise Villers och Marie-Victoire Lemoine, och kusin till Jeanne-Elisabeth Chaudet, och gifte sig 1789 med Jean-Frédéric Chaudet. 
Hon har beskrivits som en pastellmålare, men inga pasteller efter henne är bevarade. Hennes påstådda självporträtt såldes på Christie's 2010. 
Hon signerade sina verk som "Eli Lemoine" eller "Elith Lemoine". 